# (6034) 1987 JA
A (6034) 1987 JA a Naprendszer kisbolygóövében található aszteroida. Gilmore és Kilmartin fedezte fel 1987. május 5-én.